# Jirón Callao
El Jirón Callao es una calle del Damero de Pizarro en el centro histórico de Lima, capital del Perú. Continuando el trazo del jirón Huallaga, esta vía se extiende desde el jirón de la Unión hacia el oeste a lo largo de ocho cuadras. Debe su nombre a la ciudad de Callao, en la actualidad conurbada con Lima.

## Historia
La vía que hoy constituye el Jirón Callao fue tendida por el conquistador Francisco Pizarro cuando fundó la ciudad de Lima el 18 de enero de 1535. Aunque no fue sino hasta el siglo XIX que le fue dado el nombre que ostenta. 
Hasta el siglo XVI, esta vía sólo contaba con seis cuadras siendo que las últimas dos se formaron a principios del siglo XVII. Esta calle tenía la particularidad de ser la puerta de entrada de los virreyes a la ciudad. Así, en la ocasión del ingreso de un nuevo virrey a la ciudad se celebraban en la última cuadra de esta vía (antigua calle Arco y actual cuadra seis del jirón) una ceremonia de bienvenida. Previamente, el virrey pernoctaba en el Convento de Monserrate que se encontraba dos cuadras más al oeste (llamada calle Monserrate y actual cuadra 8 del jirón Callao) y al día siguiente entraban a la ciudad. El primer virrey que recibió esta ceremonia fue Martín Enríquez de Almansa en 1581 y esta costumbre duró hasta 1801 cuando llegó el virrey Gabriel de Avilés y del Fierro, es decir, 42 virreyes a lo largo de 220 años fueron recibidos en esta calle.
En 1573 se construyó el Hospital del Espíritu Santo por obra del señor Miguel de Acosta que sería uno de los primeros hospitales construidos en la ciudad. En el siglo XVII esta misma vía acogería la casa de Isabel Flores de Oliva, más conocida como  Santa Rosa de Lima.
En 1862, al adoptarse la nueva nomenclatura urbana, la vía fue bautizada como jirón Callao en honor de la Provincia Constitucional del Callao.

## Nombres antiguos de las cuadras del Jirón Callao
Desde la fundación de Lima y hasta el año 1861, las calles en Lima tenían un nombre por cada cuadra. Así, una misma vía estaba conformada en realidad por varias calles. Es por ello que, antes de que la vía fuera llamada Jirón Callao, cada una de sus 8 cuadras tenía un nombre distinto.
- Cuadra 1: llamada Mantas por el predominio de tiendas que vendían mantas y demás ropa de abrigo.[2] Es citada por Ricardo Palma en su leyenda Predestinación: "Existía por aquellos años, en mitad de la calle de las Mantas, una casa de dos pisos con ínfulas de callejón, casa que conocimos convertida en fonda y posada, y que hoy, gracias a la influencia del buen gusto, forma los elegantes almacenes de Lynch y Ortiz. La casa, de mezquina apariencia, la constituían dos hileras de cuartos con una temblona escalera al fondo que guiaba a unas habitaciones altas, donde, con la holgura de una reina en su palacio, residía la más salerosa andaluza que hasta entonces hubiera pisado las orillas del Rimac".[3]
- Cuadra 2: llamada Valladolid por el establecimiento de confitería y cerería de Pedro de Valladolid y Florín que existía en el siglo XVIII.[4]
- Cuadra 3: llamada Mármol de bronce por la pileta de mármol que, con un caño de bronce, abastecía de agua a la población. En ella también se encuentra la Casa Barbieri, antigua residencia de los condes de Villar de Fuentes.[5]
- Cuadra 4: llamada Mórtua, siendo deformación de "Lórtua" que sería su nombre original (altuga fuente también señala que debió ser "Olaórtua") por el apellido de Lucía de Lórtua que vivió en esa calle a principios del siglo XIX.[6]
- Cuadra 5: llamada Espíritu Santo por el hospital del Espíritu Santo que se construyó en esta calle en 1573.[7]
- Cuadra 6: llamada Arco por el arco triunfal que se levantaba en esta calle y donde se celebraba la bienvenida a los nuevos virreyes.[8]
- Cuadra 7: llamada La Milla por ubicarse en esta calle la vivienda de  Baltazar de Lamilla.[9]
- Cuadra 8. llamada Monserrate por el Convento de Monserrate que se construyó a inicios del siglo XVII. Allí dormían los nuevos virreyes antes de entrar a la ciudad.[10]

## Recorrido
El jirón inicia su recorrido desde el Jirón de la Unión. En esa primera cuadra se encuentra el Palacio de la Unión. El jirón, en sus primeras cuadras, tiene un carácter exclusivamente comercial destacando la presencia de imprentas. Luego de su cruce con la Avenida Tacna el jirón adquiere un carácter residencial, destacando en primer término el Santuario de Santa Rosa de Lima. La parte occidental del jirón, especialmente luego de la Avenida Tacna constituye parte de una de las zonas de criminalidad de la ciudad.

## Galería

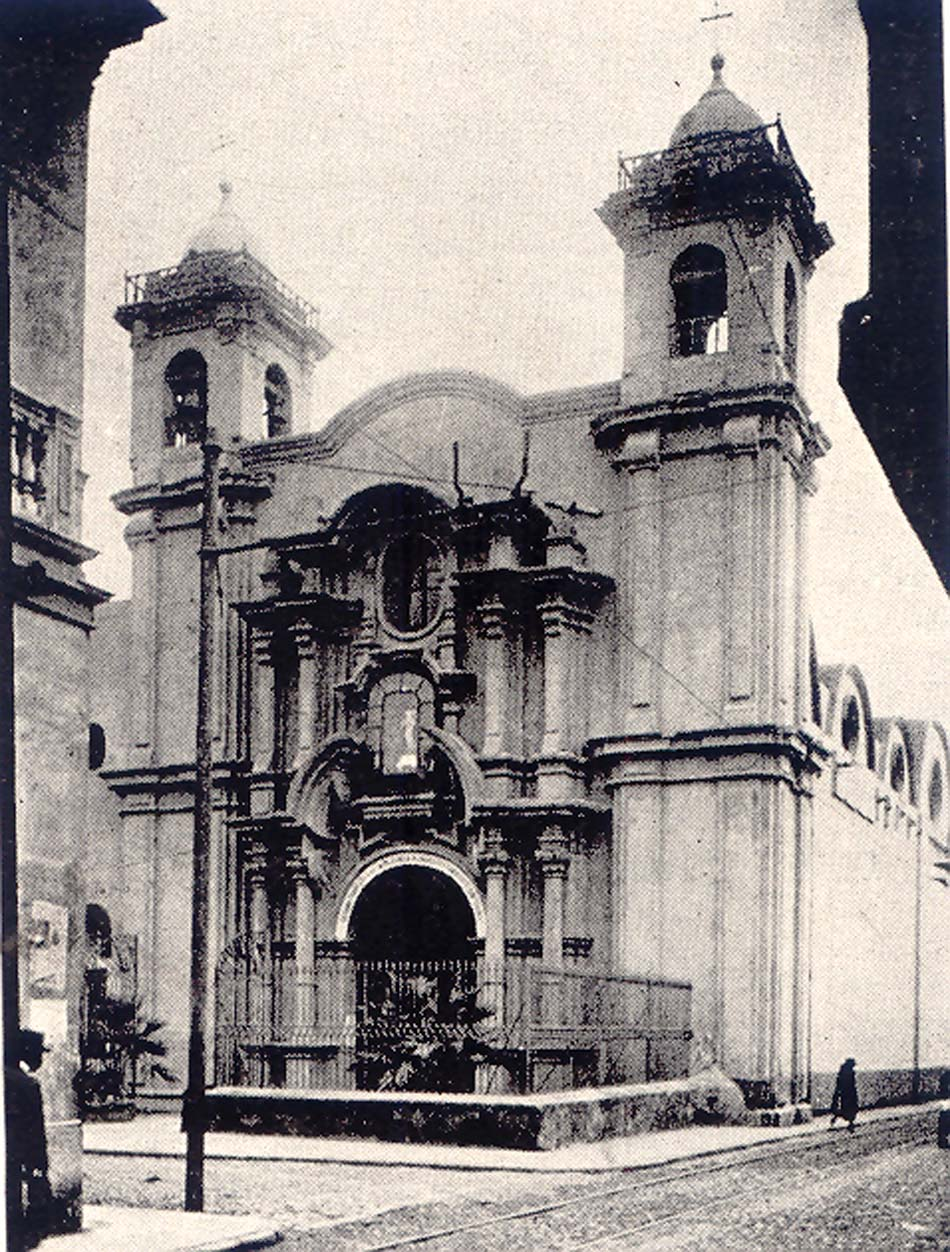
Santuario de Santa Rosa de Lima
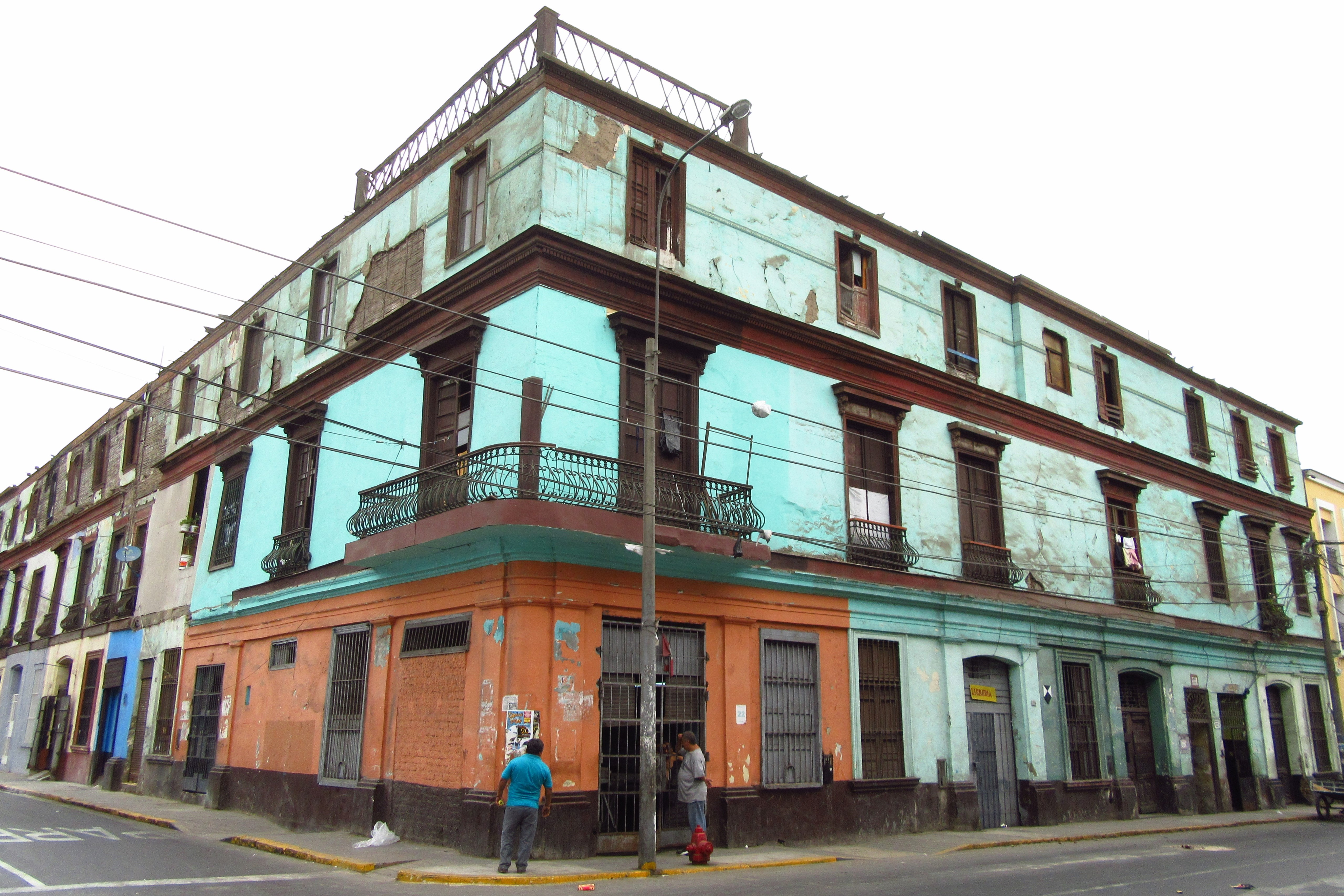
Edificio en la intersección con el jirón Cañete
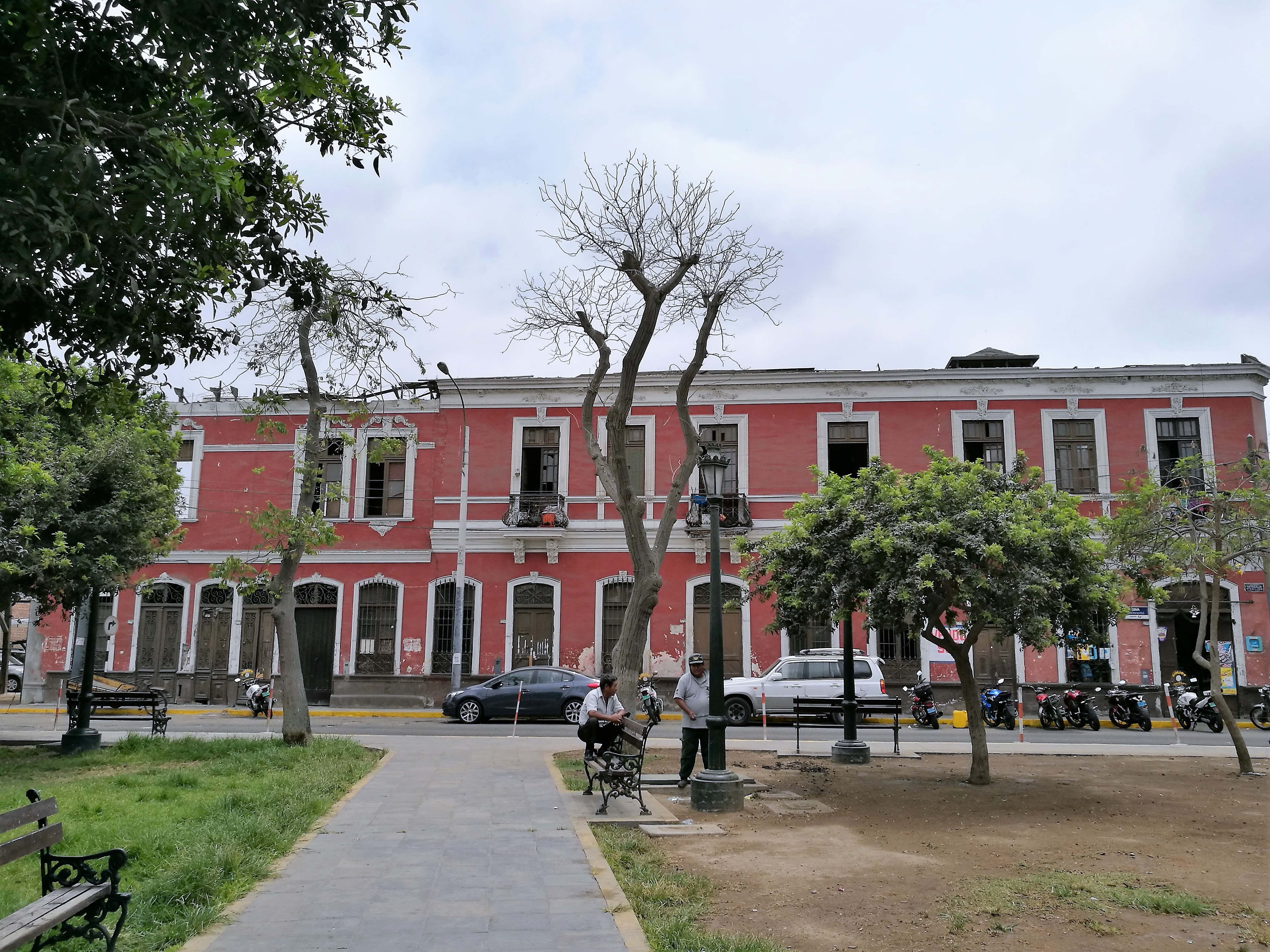
Plaza Montserrate
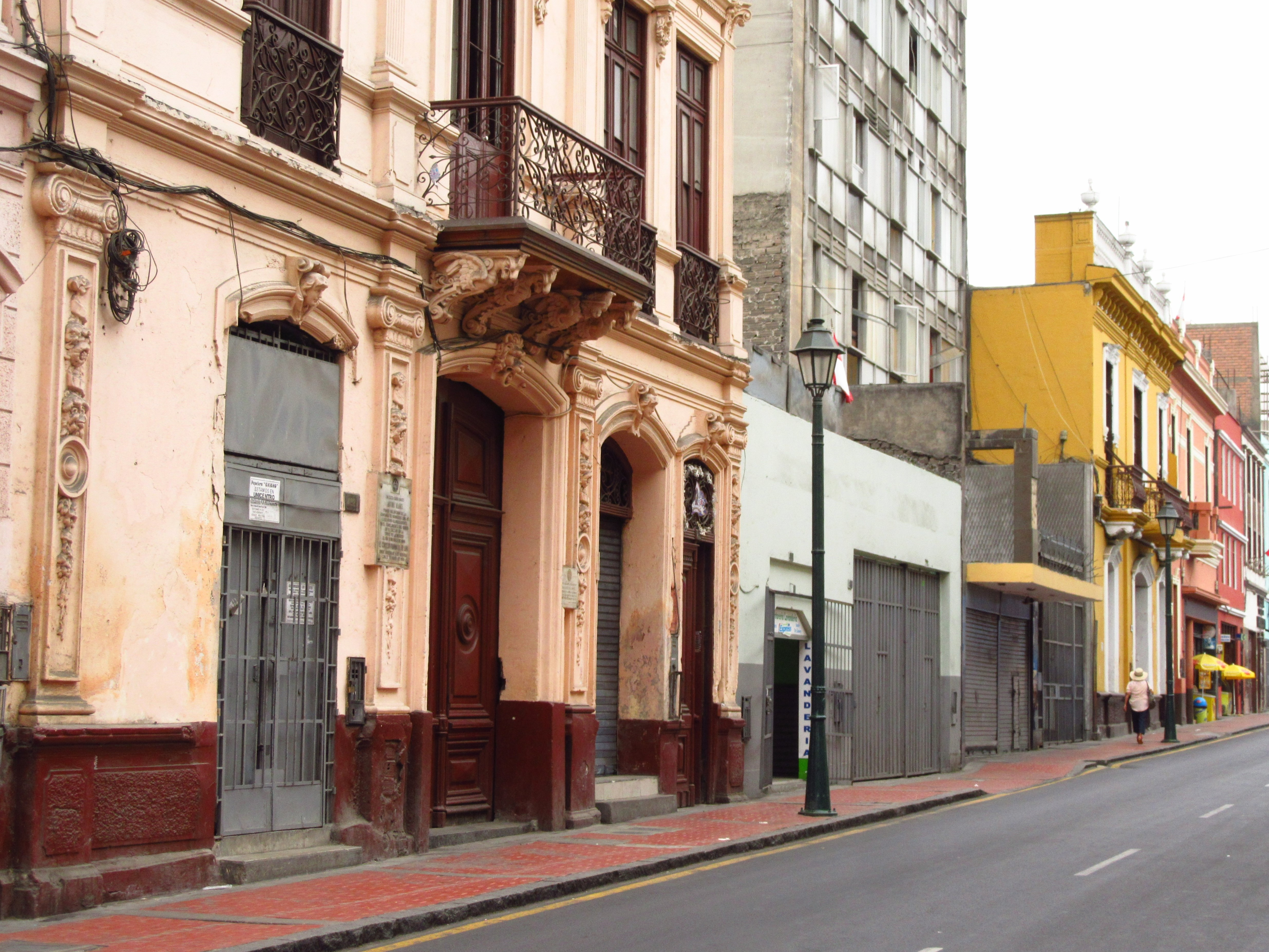
Desde la avenida Tacna
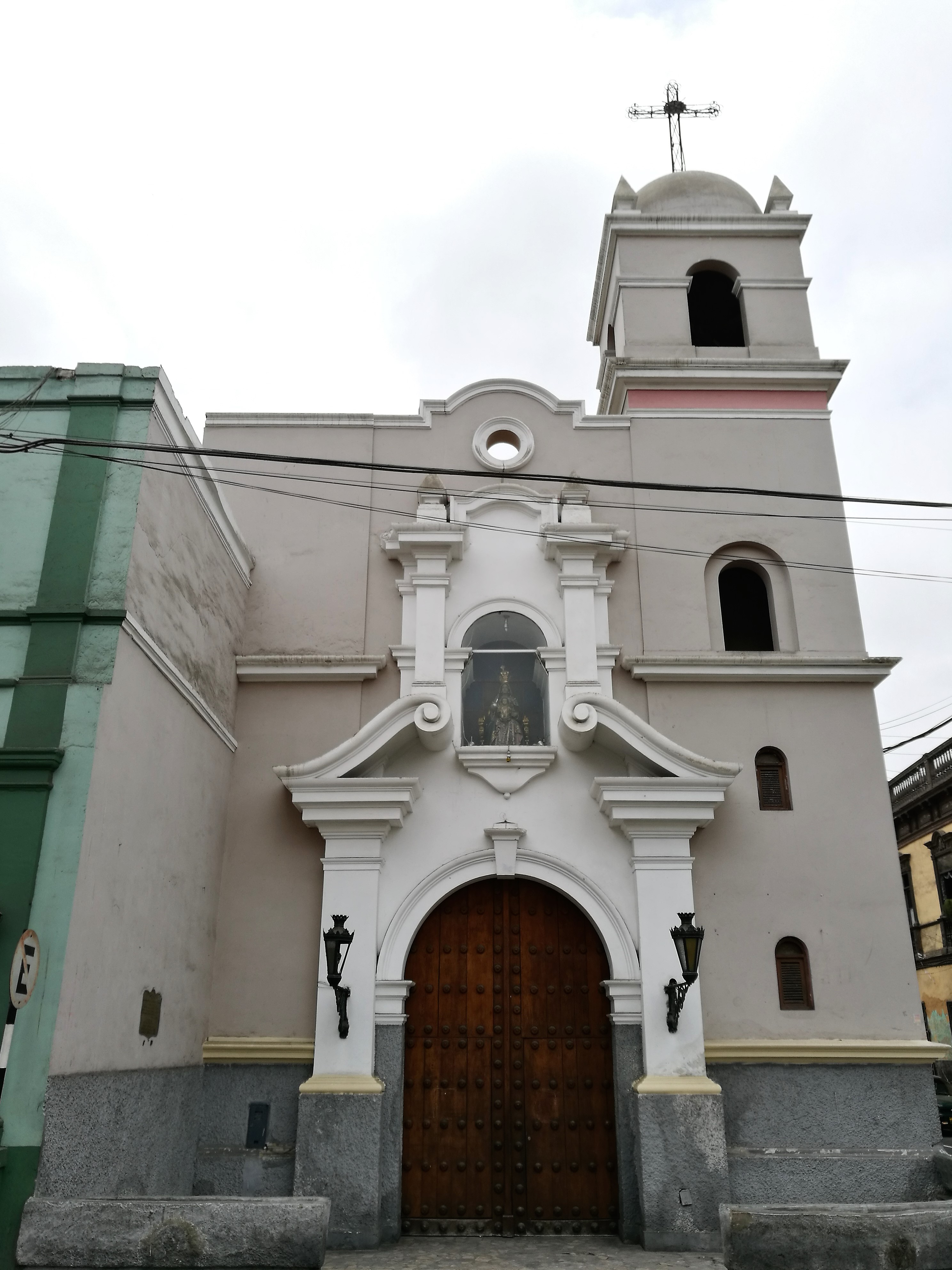
N. S. de Montserrat y San Sebastián